# Elià Mecci
Elià Mecci (en llatí Aelianus Meccius, en grec antic Ἀιλιανὸς Μέκκιος) era un metge romà que devia viure al segle ii, ja que Galè diu que va ser el primer dels seus mestres, al que menciona sempre amb molt de respecte.
Se suposa que era fill d'un metge, ja que Galè diu que havia escrit un epítom dels escrits anatòmics del seu pare i valora molt positivament una part de l'obra que parlava sobre la dissecció dels músculs. Va tenir un paper destacat en una epidèmia que va afectar Itàlia. Galè explica que havia trobat un remei, que anomena triaca, que servia tant per curar com per prevenir la malaltia. Devia ser coneguda i important en el seu temps i després, ja que l'historiador àrab Abu-l-Fàraj ibn al-Jawzí explica la mateixa història sobre el medicament d'aquest metge, però dient que l'epidèmia va passar a Antioquia en lloc d'Itàlia. Les seves obres no es conserven.